# 中黄膏
中黄膏（ちゅうおうこう）とは、華岡青洲により考案された漢方の軟膏。黄色で独特の匂いがある。
松浦漢方株式会社から発売されているベルクミンは、これと全く同じものである。
（中黄膏という医薬品は、複数のメーカーで製剤されている。メーカーにより成分や標榜する効果・効能が微妙に異なっており、本記事の記載はその一例である。）

## 効果・効能
熱傷、及び外傷の化膿防止ならびに治療、いぼ痔、切れ痔、痔核、痔ろう、脱肛、疼痛、かゆみ、出血等一般的な痔、おでき、鼻粘膜のおでき、ただれ、あせも、かぶれ、かゆかゆ、乳児のくさ、湿疹、とびひ、はたけ、水虫、たむし、いんきん等によるビランした患部、ひび、しもやけ、あかぎれ、肌荒れ、日焼け、化粧下、ひげそり後

## 成分の例
1g中
- オウバク：0.10g
- ミツロウ： 0.38g
- ウコン：0.08g
- 豚油：0.02g
- ゴマ油：1.00g

## 製薬会社
- 大晃生薬[1]